# Klášter Morimond
Morimondské opatství (francouzsky L'abbaye de Morimond; odvozeno z lat. sousloví mori mundo, „zemři světu“, tj. vzdej se pozemských radovánek, tužeb a cílů) byl cisterciácký klášter poblíž městečka Parnoy-en-Bassigny, nacházející se v departmentu Haute-Marne ve francouzském regionu Champagne-Ardenne. Mormimond byl čtvrtým ze čtyř velkých založení kláštera v Citeaux, které měly zásadní vliv na šíření cisterciáckého mnišství, společně s kláštery La Ferté na jihu, Pontigny na západě a Clairvaux na severu. (Dohromady těch pět klášterů tvořilo tzv. protoopatství, z jejichž iniciativy byly založeny všechny další cisterciácké kláštery po Evropě.)

## Historie

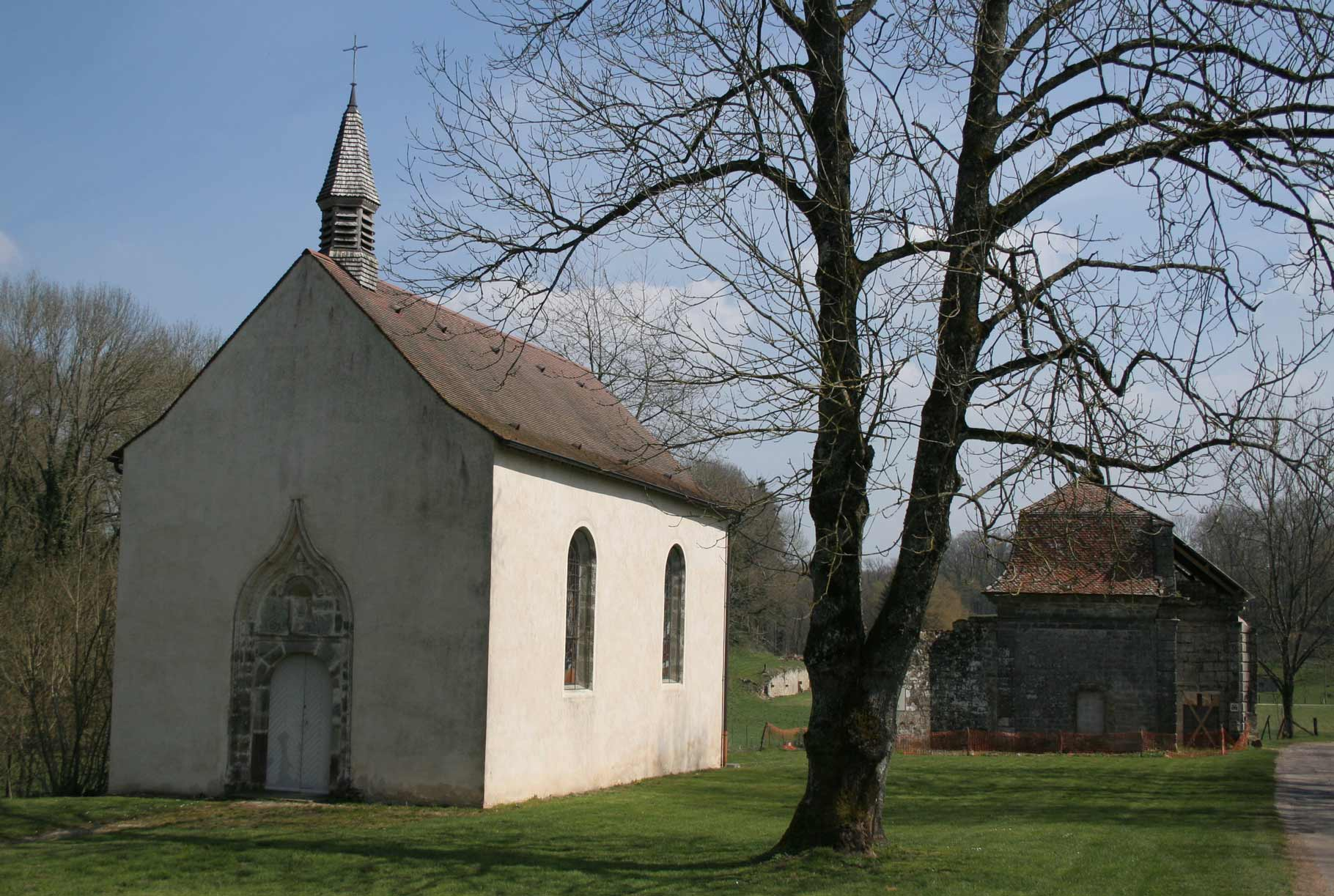
Kaple svaté Uršuly na západním okraji areálu býv. kláštera

Morimondský klášter byl založen roku 1115 hrabětem Olderikem z Aigremontu a jeho ženou Adélou z Choiseul. Náležel pod langreskou diecézi a byl obydlen řeholníky z kláštera Cîteaux. První opat, známý jako „pilíř cisterciáctví“, byl Arnold Němec. Díky jeho energii a vlivu, vyrostlo morimondské opatství s nebývalou rychlostí a založilo řadu kolonií ve Francii, německých zemích, Čechách, Španělsku, v Polsku a na Kypru. Jedinou fundací Morimondu na území Anglie a Walesu byl klášter v Dore, založený v roce 1147. Mezi nejznámější dceřiné kláštery Morimondu patří Ebrach v Německu (1126), Heiligenkreuz v Rakousku (1134) a Aigubelle ve Francii (1137), který byl později obnoven reformními cisterciáky – trapisty. Po následující dvě století Morimond nepřestával být aktivní ve fundování nových cisterciáckých klášterů, a to do té míry, že koncem 18. století mohl Morimond mezi své fundace počítat téměř 700 mužských a ženských klášterů.
Vyjádření několika papežů podřídilo hlavní španělské rytířské řády pod církevní správu morimondského opatství. Jednalo se o: Řád calatravských rytířů (1187), Řád alcántarských rytířů (1214), Řád Kristův (1319) a později i Řád svatého Lazara v Savojsku.
Jednou z významných osobností, které prošly tímto klášterem byl biskup Oto z Freisingu, syn markraběte Leopolda III. Babenberského a jeho ženy Agnes, dcery císaře Jindřicha IV. Ota z Freisingu studoval v Paříži a poté vstoupil do kláštera, jehož se stal představeným. Také papež Benedikt XII., třetí z avignonských papežů (1334–42), započal svoji kariéru jako mnich právě zde.
Klášter byl zničen v roce 1572 během hugenotských válek a za třicetileté války v roce 1632. Definitivně byl opuštěn v roce 1791, za Velké francouzské revoluce.

## Popis

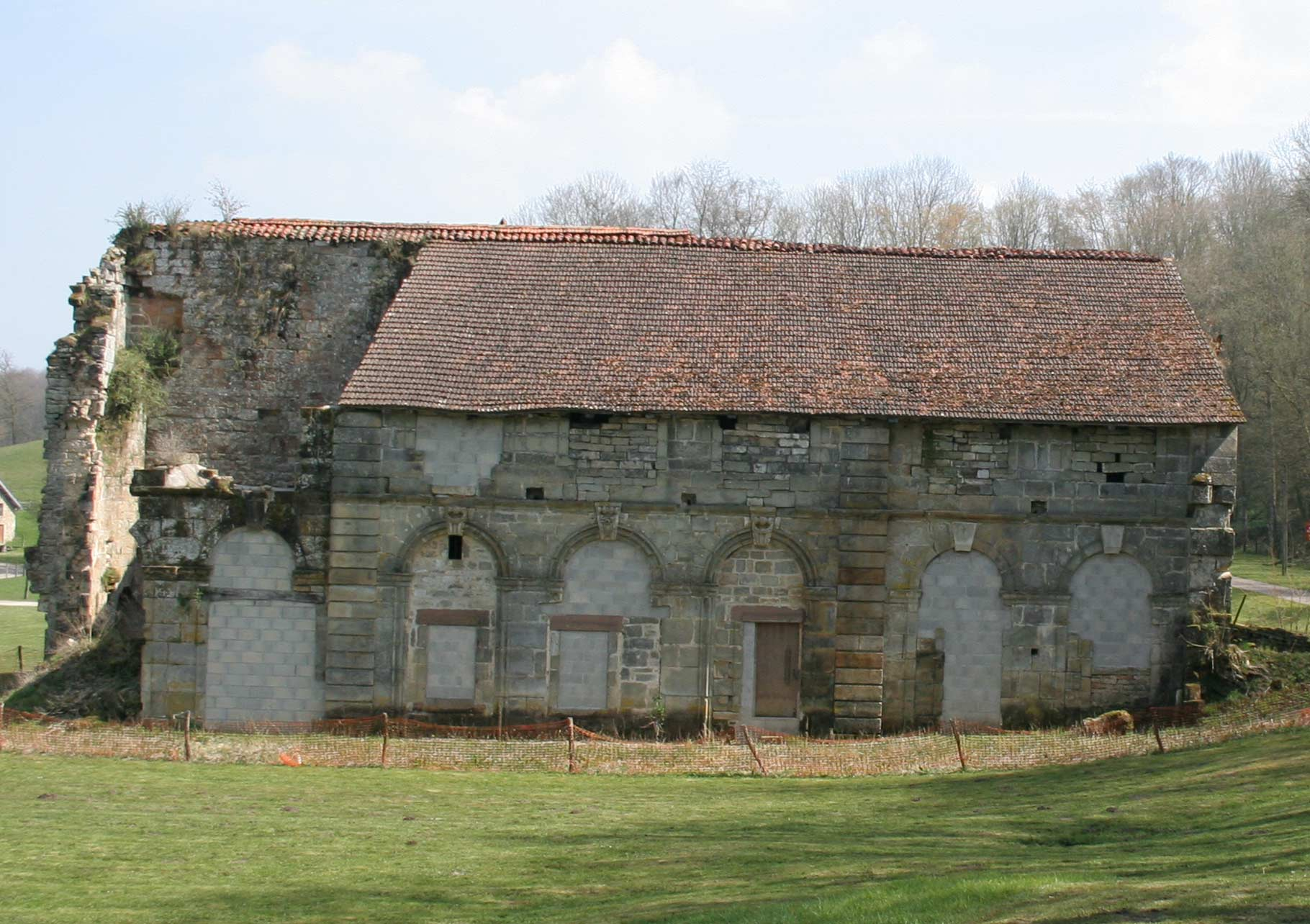
Pozůstatky klášterní knihovny (z 18. století)

Trojlodní konventní chrám s transeptem, polygonálně uzavřeným chórem a bočními loděmi s kaplemi, byl v souladu s cisterciáckými stavebními předpisy strohý a rezervovaný, bez věží a umělecké výzdoby.
Po ničení za revoluce se ze středověkých budov zachoval pouze konventní chrám, jenže v průběhu 19. století se neudržovaná stavba zřítila, byla rozebrána na stavební materiál a do dnešních dnů tak zbyly jen části severní boční lodi. Jinak z celého klášterního areálu přežily ještě některé budovy, resp. jejich části (včetně brány), postavené ovšem až v průběhu 18. století.

## Význam pro Čechy a střední Evropu
Klášter Morimond je nejvýznamnějším z protoklášterů v souvislosti s českým cisterciáctvím. Stojí totiž na počátku filiačních stromů všech cisterciáckých klášterů založených v Čechách ve 12. století, i některých dalších. Zpravidla byl prostředníkem klášter v bavorském Ebrachu, Kampu nebo rakouský Heiligenkreuz (v Rakousku panuje ohledně vazby na Morimond totožná situace jako v Čechách). Z českých klášterů byl Morimondu filiačně nejblíže dnes zaniklý klášter v Pomuku (Nepomuku), dělil jej od něj právě pouze Ebrach. Ve stejné filiační vzdálenosti leží i Zlatá Koruna, ta byla ovšem založena o více než století později.
Morimond byl co do počtu klášterů z něj vzniklých, po Clairvaux druhým nejproduktivnějším. Vzhledem ke své poloze ve východní Francii stojí za většinou cisterciáckých opatství založených ve střední a východní Evropě.